# 中国省级卫星电视频道
中国省级卫星电视频道指中华人民共和国电视广播的省级电视台卫星电视频道，这些频道可以通过人造卫星转播（簡稱“上星”）的方式传送，覆盖范围比地面电视频道更为广阔，不再局限于一省一地。在2004年之前，只允许一省（自治区、直辖市）一个上星频道；2004年后，副省级市（如深圳、厦门）也被获准开设上星频道。

## 发展
- 1986年，新疆电视台上星，成为中国第一个上星的省级频道。
- 1987年，云南电视台与贵州电视台合组卫星电视频道“云贵台”，每周一、二、四、六白天播出贵州电视台一套前一天晚上的节目，每周三、五、日播出云南电视台一套前一天晚上的节目，每周二、四、六晚间同步播出贵州电视台一套的节目，每周一、三、五、日晚间同步播出云南电视台一套的节目。之后四川电视台与西藏电视台以同样的方式合组卫星电视频道“川藏台”。1994年1月1日川藏台分开播出，1996年10月云贵台分开播出。后又于1998年3月1日西藏电视台与杭州电视台联办西湖卫视，后因政策因素杭州电视台取消上星权利，并改回西藏卫视。
- 2004年，副省级城市（如深圳、厦门）开始上星频道。
- 2006年，第一个地市级卫星电视频道延边卫视开播，实际上为民语卫视综合频道的性质。
- 2009年7月，新疆卫视、西藏卫视、兵团卫视成为广电总局特批政策性无偿落地全国的卫星频道，另外北京卫视亦是无偿落地的频道。

## 分类
按卫星电视频道覆盖人口规模分（2005年数据）
- 4亿人以上：江苏卫视、湖南卫视、浙江卫视、东方卫视（上海卫视）、广东卫视、山东卫视、四川卫视、安徽卫视、东南卫视（福建卫视）、贵州卫视、云南卫视共11个。
- 2～4亿：河南卫视、北京卫视、辽宁卫视、重庆卫视、湖北卫视、江西卫视、广西卫视、河北卫视共8个。
- 1～2亿：山西卫视、天津卫视、黑龙江卫视、陕西卫视、海南卫视（2002年至2019年名：旅游卫视）[1]、吉林卫视共6个。
- 1亿以下：内蒙古卫视、新疆卫视、西藏卫视、宁夏卫视、甘肃卫视、青海卫视共6个。

## 面临的压力
- 中央级卫星频道的增多，卫星电视开始普及

2004年，中央级卫星频道增至18个，竞争加剧。
- 非大陆地区卫星频道的进入

2002年2月，华娱卫视成为首个进入大陆地区的境外卫星频道。
2003年3月28日，星空卫视进入广东地区。11月，亚洲电视本港台和国际台亦进入广东。
另外，大陆地区还可以接收400多个境外卫星电视信号。
- 卫星电视落地成本的压力

有线电视网的带宽只能容纳50个频道，大陆一般城市只传输30来个频道，外省卫星频道想要进入不是很容易。此外，落地成本也在增长，一个省级卫视频道在省会重点城市落地的全年费达到人民幣3000万元，2005年全国的省级卫星电视频道落地费用接近人民幣10亿元，一些经济实力不强的省级电视台甚至想放弃上星权。
- 品牌价值不强

多数卫星频道只注重短期的收视效益，而对品牌价值的积累不够。

## 统计

### 央视频道
- 1985年：CCTV-1（1978年前叫北京电视台，且与北京广播电视台無關）
- 1987年：CCTV-2
- 1992年：CCTV-4（全球统一版本）
- 1995年：CCTV-3、5、7
- 1996年：CCTV-6、8
- 2000年：CCTV-9（2010年改名为CCTV-NEWS，2016年12月31日更名为CGTN，与2011年开播的CCTV-9无关）
- 2001年：CCTV-10、11
- 2002年：CCTV-12
- 2003年：CCTV-13、14
- 2004年：CCTV-15、CCTV-E（西班牙语）（前身CCTV-E&F）、CCTV-戏曲、CCTV-娱乐
- 2007年：CCTV-4（亚洲版、欧洲版、美洲版）、CCTV-F（法语）
- 2009年：CCTV-A（阿拉伯语）、CCTV-R（俄语）
- 2011年：CCTV-9（中文版、英文版）
- 2012年：中国3D电视频道（2018年停止广播）

### 地方卫星频道（以覆盖全国为主）
- 1986年：新疆卫视
- 1989年：云贵台（云南台贵州台合组）、川藏台（四川台西藏台合组）
- 1992年：贵州卫视、云南卫视
- 1993年：西藏卫视
- 1994年：浙江卫视、山东卫视、四川卫视、CETV-1、CETV-2
- 1996年：河南卫视、广东卫视
- 1997年：内蒙古卫视、黑龙江卫视、辽宁卫视、江苏卫视、安徽卫视、东南卫视（2000年前为福建卫视）、江西卫视、湖北卫视、湖南卫视、广西卫视、陕西卫视、青海卫视
- 1998年：北京卫视、东方卫视（2003年前为上海卫视）、天津卫视、重庆卫视、河北卫视、山西卫视、甘肃卫视、宁夏卫视
- 1999年：吉林卫视
- 2000年：海南卫视（2002年至2019年一度改名为旅游卫视）
- 2004年：大湾区卫视（2022年前为南方卫视）、深圳卫视（内地版、香港版、美洲版）、山东教育卫视（SDETV）、CETV-4
- 2005年：北京动画频道（后改为北京卡酷少儿卫视）、上海炫动卡通卫视、湖南金鹰卡通卫视、东南电视台国际频道（后改为海峡卫视）、厦门卫视（原来叫厦门海峡卫视，后因应福建东南国际频道更名，厦门海峡卫视分拆成厦门2套海峡频道和厦门卫视，同时厦门卫视再划分为市内版（普通话）和海外版（闽南语版））
- 2006年：广东嘉佳卡通卫视、延边卫视
- 2007年：兵团卫视
- 2008年：陕西农林卫视
- 2010年：江苏优漫卡通卫视
- 2013年：三沙卫视、厦门卫视（市内版普通话版上星）

### 上星高清频道
- 2006年：CCTV-高清（前身为2006年开播的CCTV-高清影视频道至2008年，现CCTV-5+）
- 2009年：CCTV-1、湖南卫视、浙江卫视、东方卫视、江苏卫视、北京卫视、广东卫视、黑龙江卫视、深圳卫视
- 2012年：CCTV-3/5/6/8、湖北卫视、天津卫视、山东卫视
- 2014年：CCTV-2/7（现CCTV-17）/9/10/12/14、安徽卫视、北京纪实（现北京纪实科教）、上海纪实（现上海纪实人文）、辽宁卫视、重庆卫视
- 2015年：CCTV-4（亚洲版）、四川卫视、湖南金鹰纪实
- 2016年：CETV-1、贵州卫视、河北卫视、CCTV-NEWS（现CGTN）、CCTV-9 Documentary（现CGTN Documentary）、东南卫视、江西卫视
- 2017年：吉林卫视、河南卫视
- 2018年：海南卫视、CCTV-11/15、CCTV-4K、广西卫视
- 2019年：CCTV-7、湖南金鹰卡通、云南卫视
- 2020年：CCTV-13、北京卡酷少儿
- 2021年：青海卫视、陕西卫视、CCTV-16（HD\4K）
- 2022年：甘肃卫视、CETV-4